# 蹄骨

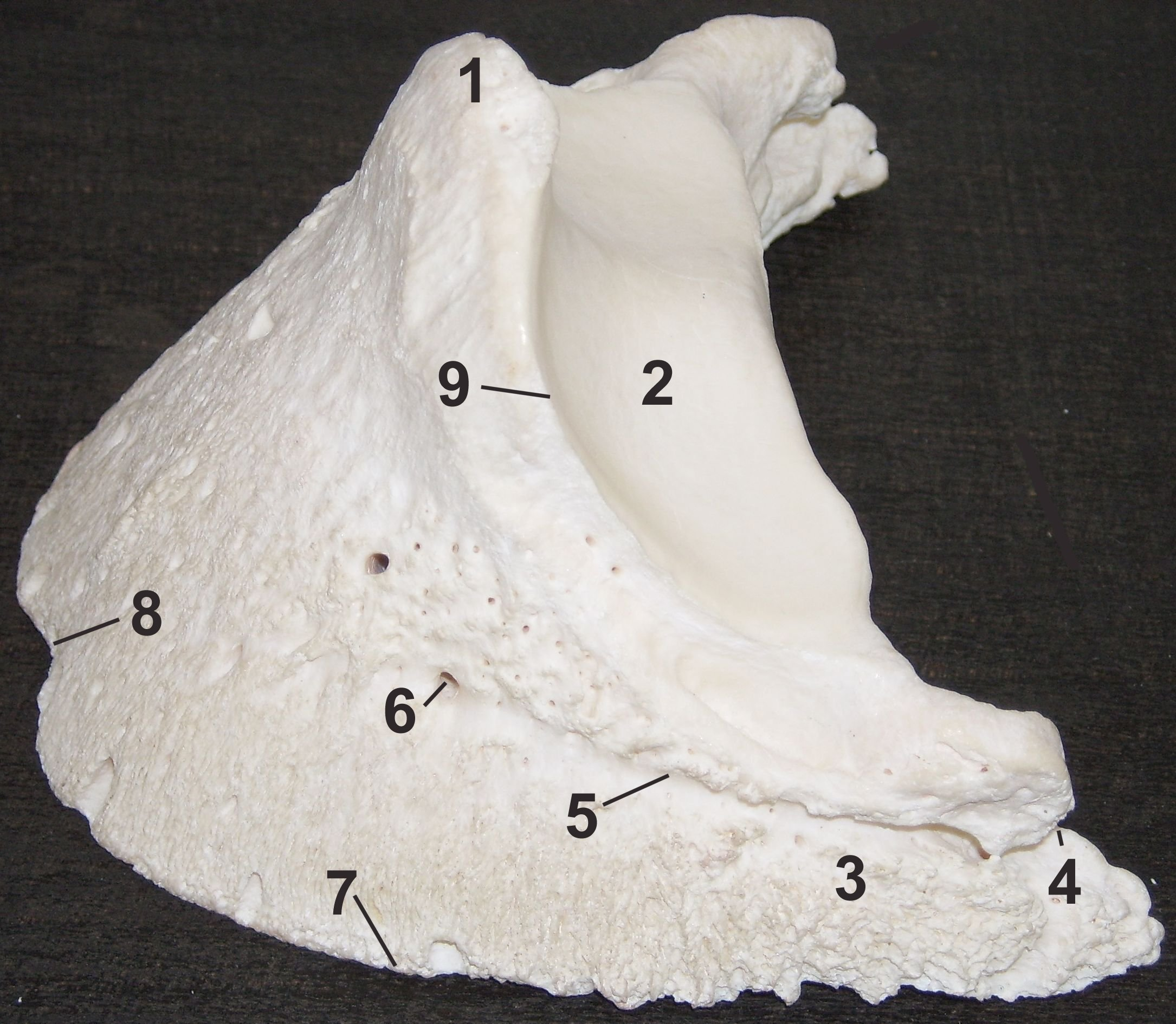
蹄骨

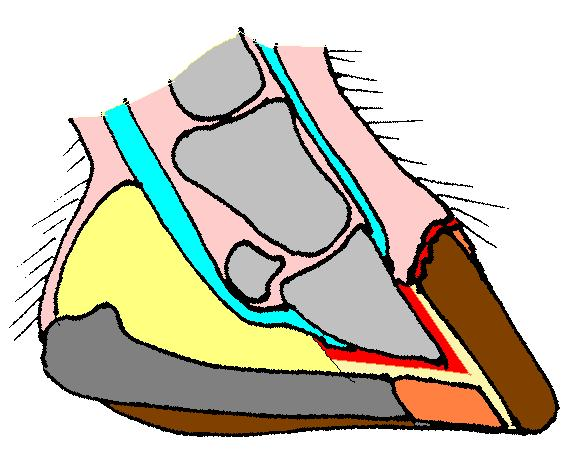
ウマの蹄内部。最も下にある骨が蹄骨にあたる。

蹄骨（ていこつ、coffin boneまたはpedal bone）は、前肢・後肢の末端に蹄を持つ哺乳動物の骨格を構成する骨のひとつ。四肢の最も体重の掛かる部分にある骨で、蹄の内側に内包されている。
ウマの場合、四肢の指骨は第3指（ヒトの中指にあたる）のみで構成され、上から繋骨・冠骨・蹄骨の3つ、および2つの種子骨で構成されている。蹄骨は最も先端であることから末節骨（distal phalanx）や第3指骨または第3趾骨（3rd phalanx、P3）とも呼ばれる。
蹄骨はウマ、特に競走馬の骨折しやすい箇所のひとつで、また蹄骨炎（Pedal ostitis）という炎症も起きやすい。これらはしばしば蹄葉炎の原因ともなる。骨折は同じ競走馬でもサラブレッドよりもスタンダードブレッドで発生しやすく、また後肢よりも前肢のほうが発生しやすい。骨折した場合は連尾蹄鉄や側鉄唇付き蹄鉄といった治療用蹄鉄を用いて補助し、6ヶ月以上の休養を宛がう必要がある。